# Еволюция
 Тази статия е за биологичната еволюция.  За други значения вижте Еволюция (пояснение).
Еволюция (от латинската дума evolutio, „разгръщане“, „разкриване“) е научен термин, с който най-общо се означава процес на растеж, промяна или развитие. Преди втората половина на XIX век употребата на термина се е ограничавала до целенасочения, предварително начертан процес на ембрионалното развитие на организмите, но впоследствие той започва да се прилага и към други контексти: в астрономията се говори за звездна еволюция, в обществените науки – за социална еволюция, може да се говори за еволюцията на дадена идея или концепция. В случай че не се конкретизира, традиционното разбиране на термина е в неговия оригинално биологичен аспект. Основна тема на настоящата статия е биологичната еволюция, както и научната теория, свързана с нея.
В биологията еволюция означава промяната на наследствените признаци на една популация от поколение на поколение. Признаците са проявление на гените, които биват копирани и предавани на потомството по време на размножаването. Мутациите в тези гени могат да доведат до създаването на нови признаци или до промяна на старите. Това води до наследствени изменения между организмите. Нови признаци могат да се получат вследствие на трансфер на гени: между популациите, например при миграция, или между видовете, при хоризонтален генен трансфер. Еволюцията настъпва тогава, когато тези наследствени разлики станат по-чести или по-редки в популацията: неслучайно – при естествен отбор, или случайно – при генетичен дрейф.
Естественият отбор е процесът, който води до това наследствените признаци, които благоприятстват оцеляването и размножаването, да станат по-често срещани, а тези които по някакъв начин ги възпрепятстват – да станат по-редки. Това се случва, защото организми с благоприятни гени предават повече копия на техните признаци в следващото поколение. През поколенията настъпват адаптации чрез комбинации от последователни, малки, случайни промени в признаците, и чрез естествения отбор на най-приспособените към околната среда варианти. В противовес, генетичният дрейф води до случайни промени в честотата на признаците в популацията. Генетичният дрейф се дължи на ролята, която играе шансът върху това дали даден индивид ще оцелее и ще участва във възпроизвеждането.
Едно от определенията за биологичен вид е „група организми, които могат да се размножават заедно и да дават фертилно потомство“. Когато обаче видът бива разделен на изолирани популации, то тогава мутациите, генетичният дрейф и селекцията на нови признаци водят до натрупване на разлики от поколение на поколение и до поява на нови видове. Приликите между организмите говорят за това, че всички познати видове произлизат от общ прародител (и по-точно казано – от общ първичен генофонд) чрез въпросния процес на постепенна диференциация.
Докато фактът, че видовете на Земята са се променяли в течение на времето, е бил признат още в началото на XIX век, то механизмът на тези промени е бил непознат. Теорията за еволюцията чрез естествен отбор е предложена почти едновременно от Чарлз Дарвин и Алфред Ръсел Уолъс, и е изложена подробно в книгата на Дарвин „Произход на видовете“ (1859). Тя се сблъсква първоначално със съпротивата на религиозните власти, вярващи, че хората имат божествено място извън животинското царство. През 30-те години на XX век, естественият отбор на Дарвин бива съчетан с унаследяването (открито от Грегор Мендел), с което се полага основата на съвременната теория за еволюцията. В него се прави връзката между единиците, на които се основава еволюцията (гените) и механизма на еволюцията (естествения отбор). Тази теория притежава мощна обяснителна и предсказателна сила. Днес тя представлява основният организационен принцип в съвременната биология и дава единно обяснение за разнообразието на живота на Земята.

## Наследственост
Унаследяването при организмите настъпва чрез дискретни признаци – характерните черти на един организъм. Например при хората цветът на очите е унаследяем признак, като един индивид може да наследи признака „кафяви очи“ от един от неговите родители. Унаследяемите признаци се контролират от гени, а пълният набор от гени в рамките на генома на един индивид се нарича генотип.
Пълният набор от видимо изразени признаци, който съставят структурата и поведението на един индивид, се нарича фенотип. Тези признаци са плод на взаимодействието между генотипа и заобикалящата го среда. Вследствие на това не всеки аспект от фенотипа на един организъм е унаследяем. Загарът на кожата е резултат от взаимодействието на човешкия генотип със слънчевите лъчи, а не е унаследим признак. Хората обаче реагират различно на слънчевата светлина, което се дължи на разлики в техния генотип. Поразителен пример в това отношение са хора, унаследили признака албинизъм – те не получават загар и са особено чувствителни на слънчеви изгаряния.
Гените са участъци в молекулата на ДНК, които съдържат генетична информация. ДНК представлява дълга молекулна верига, изградена от четири типа бази. В различните гени поредиците от бази е различна. Начинът, по който базите са подредени в редицата е всъщност кодът на генетичната информация. В клетките, дългите ДНК нишки се свързват с белтъчини и образуват структури, наречени хромозоми. Местоположението на даден ген в една хромозома се нарича локус. Ако ДНК веригата в един локус е различна при всеки отделен индивид, различните форми на тази поредица се наричат алели. ДНК веригата може да се променя при мутация, с което възникват нови алели. Ако мутацията стане в един ген, новият алел може да окаже влияние върху признака, който се контролира от този ген, което от своя страна води до промяна във фенотипа на организма. Докато в някои случаи връзката е проста (един алел контролира един признак), то често признаците са комплексни и биват контролирани от множество взаимодействащи си гени.

## Изменчивост
Поради това, че фенотипът на един индивид е резултат от взаимодействието между неговия генотип и околната среда, изменчивостта (вариацията) във фенотиповете в популацията отразява изменчивостта в генотиповете на тези организми. Съвременната теория за еволюцията дефинира еволюцията като промяна във времето на генетичната изменчивост. Честотата на срещаемост на един алел се променя и заема различен относителен дял от даден ген. Силите на еволюцията оказват влияние върху алелната честота в една или друга посока. Изменчивостта престава да съществува, когато алелът бъде окончателно фиксиран – или когато изчезне напълно от популацията, или когато окончателно замени по-древен алел.
Изменчивостта се дължи на мутации в генетичния материал, миграция между популациите или преустройство на гените при половото размножаване. Изменчивостта се дължи освен това и на обмяна на гени между различни видове, например при хоризонтален трансфер на гени между бактерии и при хибридизация при растенията. Въпреки непрекъснатото влияние на изменчивостта чрез споменатите процеси, по-голямата част от генома на един вид е идентична с тази на останалите индивиди от същия вид. Въпреки това дори малки промени в генотипа могат да доведат до драматични промени във фенотипа: шимпанзетата и хората се различават само в 5% от техните геноми.

### Мутация
Генетичната изменчивост се дължи на случайни мутации, настъпващи в генома на организмите. Мутациите представляват изменения в ДНК последователностите в генома на една клетка, причинявани от радиоактивност, вируси, транспозони и мутагенни химични съединения, както и от грешки в процеса на мейоза или репликацията на ДНК. Мутиралите гени водят до промени в ДНК последователността. В резултат на тези промени може да няма никакви последствия; може да се промени продуктът, чието производство се контролира от съответния ген, или може генът да престане да функционира. Изследвания върху плодовата мушица (Drosophila melanogaster) показват, че около 70% от мутациите са вредни, а останалите са или неутрални, или имат слабо положително влияние. Поради вредното влияние, което мутациите са в състояние да оказват на клетките, организмите са развили механизми в техен противовес, като ДНК корекцията, с които да се отстраняват мутациите. Ето защо, оптималният относителен дял на мутациите при един вид представлява компромис между краткосрочната цена, свързана с риска от възникване на ракови образувания, и дългосрочната полза от благоприятните мутации. Някои видове като ретровирусите имат такъв висок относителен дял на мутациите, че по-голямата част от тяхното поколение притежава мутирал ген. Такава бърза мутация може би е резултат от естествения отбор при вирусите, с цел те да могат непрекъснато и бързо да еволюират, за да избегнат въздействието на човешката имунна система. Възможно е също така големи отрязъци ДНК да бъдат дублирани (копирани два пъти). Това е основен източник на суров материал за образуването на нови гени. В геномите на животните, на всеки един милион години десетки и стотици гени биват дублирани. Множество гени принадлежат към по-големи генни семейства, израз на един и същ семеен произход в миналото. Нови гени биват създадени или при дублиране и мутация на древни гени, или при рекомбинация на различни гени, при която се образуват нови съчетания, изпълняващи нови функции. Така например човешкото око използва четири гена, с които да образува светлочувствителни структури: три за цветно виждане и една за нощно виждане. И четирите произхождат от един древен ген. Предимстото да се дублира един ген (и дори цял геном) се състои в това, че припокриването или дублирането на функциите в множество гени дава възможност на някои алелите да бъдат запазени, защото иначе загубата им би имала вредни последици. В резултат се увеличава генетичното разнообразие.
Промени в броя на хромозомите могат също така да имат за последствие разкъсване и преподреждане на ДНК вътре в хромозомите. Така например, две хромозоми при род Човек са се слели в една, наречена втора човешка хромозома. Това сливане не е станало в останалите еволюционни разклонения на човекоподобните маймуни, които са запазили две отделни хромозоми. В процеса на еволюцията, най-важната роля, която игрят подобни преподреждания на хромозомите, е да ускоряват дивергенцията в една популация, като намаляват вероятността за осъществяване на кръстосване между новообразуваните видове от изходната популация, като по този начин спомагат за запазване на генетичните разлики между новите популации.
ДНК последователностите, които могат да променят местоположението си в генома, като например транспозоните, съставляват значителна част от генетичния материал на растенията и животните, и може да са от голямо значение за еволюцията на геномите. Така например съществуват милиони копия на Алу-секвенцията в човешкия геном, които секвенции в наши дни се използват за изпълнение на функции като регулиране на генната експресия. Друга функция, която изпълняват тези мобилни ДНК последователности, е че с промяната на местоположението си в рамките на генома, те могат да доведат до мутация или до изчезване на съществуващи гени, водейки до увеличаване на генетичното разнообразие.

### Рекомбинация
При безполовите организми гените се наследяват заедно, защото са свързани. Те нямат възможност да се комбинират с гени на други организми по време на размножителния процес. Поколението на половите организми съдържа случайна комбинация от хромозомите на родителите, продукт на независимото комбиниране. В свързания процес на генетична рекомбинация половите организми могат да обменят ДНК между две хомоложни хромозоми. Разбъркването може да доведе до това дори близко разположени алели по ДНК нишката да бъдат наследени независимо (съгласно първия закон на Мендел). Все пак имайки предвид, че при човека се извършва само една рекомбинация на един милион базови двойки, то гени, разположени близко върху една хромозома, може и да не бъдат разместени един спрямо друг, а по-скоро се наследяват заедно. Тенденцията за разделяне на два близкоразположени гена се измерва по честотата на съвместна срещаемост на два алела, която се означава като нестабилност на генетичните връзки. Съвкупност от алели, които обикновено се наследяват заедно, се нарича хаплотип. Това съвместно наследяване може да е признак за това, че локусът подлежи на положителен отбор (виж по-надолу).

### Популационна генетика
От гледна точка на генетиката, еволюцията представлява „промяна в алелната честота в рамките на една популация, която споделя едни и същи генетични ресурси“. Популацията представлява група индивиди от един и същ вид, обитаващи на определено място. Един и същ ген в тази популация може да притежава различни алтернативни форми, които са отговорни за вариациите във фенотипа на организмите. Като пример може да бъде даден ген, който определя цвета при нощните пеперуди чрез двата си алела (за бял и за черен цвят). Под „генетични ресурси“ се разбира пълния набор от алели в една популация, като един алел се среща определен брой пъти в генетичните ресурси. Относителния дял на гените в дадени генетични ресурси, които притежават определен алел, се нарича алелна честота. Еволюция настъпва тогава, когато настъпят промени в алелната честота в рамките на популация от кръстосващи се организми. Пример за еволюция е увеличаването на алелната честота на алела, определящ черния цвят при нощната пеперуда.
За да се разбере механизмът, който кара една популация да еволюира, е добре да се разберат условията, при които популацията не еволюира. Съгласно принципа на Харди – Вайнберг, алелната честота в една достатъчно голяма популация ще остана постоянна, ако единствените фактори, които оказват влияние, са случайното преразпределение на алелите по време на образуване на сперматозоида и яйцеклетката, както и случайната комбинация между алелите в тези полови клетки по време на оплождането. Популация, в която алелната честота остава константна, не претърпява еволюция. С други думи – такава популация се намира в равновесно състояние на Харди – Вайнберг.

## Механизми на еволюцията
Съществуват три основни механизма на еволюционни промени: естествен отбор, генетичен дрейф и миграция на гени. Естественият отбор благоприятства гените, които подобряват способността за оцеляване и възпроизвеждане. Генетичният дрейф представлява случайна промяна в относителната честота на алелите, причинявана от случайното съчетание на гени по време на размножаването, а миграцията е свързана с трансфера на гени в рамките на и между популациите. Относителното значение на естествения отбор и на генетичния дрейф в една популация се изменя в зависимост от силата на отбора и от ефективния размер на популацията (броят на инвидидите, способни да участват в размножителния процес). Естественият отбор има най-голямо значение в големи популации, докато ролята на генетичния дрейф е най-важна в малки популации. Преобладаването на генетичния дрейф в малки популации може дори да доведе до фиксация на вредни (в някаква слаба степен) мутации. В резултат на това промените в размера на популацията могат да имат огромно значение за хода на еволюцията. Ако се наблюдава ефектът „гърло на бутилка“ в една популация (рязко временно намаление на нейния брой), се губи част от генетичната изменчивост, в резултат на което се получава по-хомогенна популация. Ефектът „гърло на бутилка“ може да настъпи и вследствие на намалена миграция, на заемане на нови местообитания или на разпадане на популацията на няколко части.

### Естествен отбор
Естественият отбор е процес, при който генетичните мутации, които благоприятстват размножаването, стават от поколение на поколение по-често срещани в една популация. Разбирането на този механизъм се основава на следните три факта:
- в рамките на популации съществуват унаследяеми вариации;
- организмите дават по-многобройно поколение с шансове за оцеляване;
- потомците се различават по способността си да оцеляват и да участват в разможаването.

Тези условия водят до конкуренция между организмите за оцеляване и размножаване. Логически, организмите, чиито наследствени признаци им дават предимство над съперниците им, предават тези признаци в следващото поколение, докато признаци, които не дават предимство, не биват предавани в следващото поколение.
Основната идея в естествения отбор е еволюционната приспособимост на един организъм. Тя отразява генния принос на организмите в следващото поколение. Приспособимостта обаче не е равнозначна на общия брой индивиди в следващото поколение. Приспособимостта се изразява в дела на следващите поколения, които носят определен ген. Съответно, ако един алел увеличава приспособимостта повече от останалите алели на същия ген, то с всяко следващо поколение този алел ще става по-често срещан в популацията. Тези признаци се наричат съответно „положително селекционирани“. Признаците, които могат да увеличат приспособимостта, са увеличената оцеляемост и увеличената репродуктивна способност. Обратно, намалената приспособеност вследствие наличие на по-неблагоприятен или вреден алел води до това, че алелът става по-малко срещан. Признаците са в този случай „отрицателно селекционирани“. Важно е да се добави, че приспособимостта на един алел не е постоянна величина. При промяна на условията на околната среда, дотогава неутрални или вредни признаци могат да се превърнат в благоприятстващи оцеляването, и обратно – положителни признаци могат да станат вредни.
В рамките на една популация, естественият отбор може да варира спрямо редица признаци. Могат да се обособят три вида естествен отбор – движещ, разграждащ и стабилизиращ. Пример по признака „височина“ би бил следният: при движещия естествен отбор с времето се получава изместване на средната стойност на признака – например организмите от поколение на поколение стават по-високи. При разграждащия отбор се получава изменение в посока екстремни стойности на признака, обикновено две, който стават най-често срещани. Организмите около средната стойност биват подложени на отрицателна селекция. Това се получава, когато ниски или високи, но не и средни на ръст индивиди имат предимство в оцеляването. При стабилизиращия отбор се наблюдава отрицателна селекция спрямо крайните стойности, което води до намаление на статистическата дисперсия и концентриране на стойностите на признака около средната стойност. Вследствие на това индивидите ще имат тенденция да са приблизително еднакво високи.
Специален случай на естествения отбор е половият отбор. Това е селекция по всеки признак, който увеличава шансовете за успешно чифтосване поради увеличаване на привлекателността спрямо брачния партньор. Признаци, еволюирали вследствие на сексуалния отбор, са особено добре забележими при мъжките представители на някои животински видове, въпреки че тези признаци (тежки разклонени рога, брачни песни или ревове или ярки цветове на окраската) привличат хищниците и намаляват шансовете за оцеляване на мъжките индивиди. Този минус за оцеляването се уравновесява обаче от по-високия размножителен успех на тези трудни за фалшифициране, сексуално селекционирани признаци.
Обект на активни научни изследвания са селекционните единици, т.е. нивата, при които естественият отбор е действащ механизъм – гени, клетки, индивиди, групи индивиди и дори видове. Предложените модели не се изключват взаимно, т.е. отборът може да действа на няколко нива едновременно

### Генетична рекомбинация
Генетична рекомбинация е произвеждането на поколение, което има черти, които се отличават от тези, намерени в родителското поколение.

### Генетичен дрейф
Генетичният дрейф представлява промяна в относителната честота на алелите от поколение на поколение. Това се случва поради факта, че алелите в поколението представляват случайни извадки от родителската популация. Казано на математически език, алелите са подложени на извадкова грешка. В резултат на това, когато липсват селекционни сили или те са сравнително слаби, относителната алелна честота показва тенденция за отклоняване (бавно случайно движение нагоре и надолу). Този процес спира, когато един алел бъде фиксиран, или поради изчезването му от популацията, или поради това, че замества изцяло противоположните му алели. Генетичния дрейф следователно е в състояние да доведе до елиминиране на някои алели от популацията, единствено вследствие на случайни фактори, при което две отделени популации, в началото с еднаква генетична структура, вследствие на отклонението се диференцират в две различни популации с различен набор от алели.
Времето, необходимо за фиксиране на един алел при генетичен дрейф зависи от размера на популацията. Фиксирането настъпва по-бързо в по-малките популации. Точният размер в това отношение е ефективният размер на популацията, който теоретично представлява броя полово активни индивиди, които биха проявили същата степен на кръстосване.
Въпреки че естественият отбор е от определящо значение за адаптацията, относителното значение на естествения отбор и генетичния дрейф като двигатели на еволюционните промени е област на активни изследвания в еволюционната биология. Те са насърчавани от неутралната теория за молекулярната еволюция, която изказва предположението, че повечето еволюционни промени са резултат от фиксиране на неутрални мутации, което няма пряк ефект върху приспособимостта на един организъм. Оттук, според този модел, повечето генетични промени в една популация са резултат от непрекъснатото действие на мутациите и на генетичния дрейф.

### Миграция
Миграцията представлява обмен на гени между популации, обикновено от един и същи вид. Примери за миграция в рамките на един вид са мигрирането и чифтосване (или кръстосването) на индивидите. Миграцията между видовете дава начало на хибриди и на хоризонтален генен трансфер.
Мигрирането на индивиди (напускащи или включващи се в популацията) води до промяна в алелната честота. Включването на нови индивиди донася нов генетичен материал към вече установения генофонд на популацията. Напускането на индивиди е свързано с изключване на част от генетичния материал. За образуването на нови видове от дадена популация е необходимо наличието на прегради пред размножаването. Миграцията може да намали скоростта на този процес, чрез разпространението на генетичните разлики сред популациите. Миграцията бива възпрепятствана от планински вериги, океани, пустини и дори от обекти, дело на човешката дейност, като например Великата Китайска Стена, която е била пречка за обмяната на гени при растенията.
В зависимост от степента на дивергенция между два вида от времето на последния им общ предшественик, е възможно те все още да могат да дават поколение. Класически пример е поколението на кон и магаре (кръстоската на кон и магарица се нарича муле, а на магаре и кобила – катър). Такива хибриди обикновено са стерилни, вследствие на двата различни хромозомни набора, които не могат да осъществят кросинговър по време на мейоза. В такъв случай, при близкородствени видове, дори редовно да се получава поколение при чифтосване, хибридите биват подлагани на отрицателна селекция и видовете не се смесват. По изключение обаче понякога се получават фертилни хибриди, които могат или да притежават междинни признаци между тези на своите родители, или да имат напълно нов фенотип. Значението на хибридизацията за образуването на нови видове животни не е изяснено, при все, че са наблюдавани случаи при много животни. Типичен пример е сивата дървена жаба (Hyla versicolor).
Хибридизацията при растенията обаче е важен начин на видообразуване, защото при тях наличието на повече от две копия на една хромозома е много по-често срещано явление, отколкото при животните. При хибридите полиплоидността е от голямо значение, защото позволява размножаване с един от двата хромозомни набора при мейоза. Полиплоидните видове имат по-голямо генетично разнообразие, което им дава възможност да избегнат близкородствената депресия в малобройни популация.
Под хоризонтален генен трансфер се разбира преносът на генетичен материал от един организъм на друг, който не е негово поколение. Този начин на обмяна на генетичен материал се среща най-вече при бактериите. В медицината това допринася за възникването на антибиотична резистентност, когато една бактерия, която е развила резистентни на антибиотика гени, ги предава на други видове. Хоризонтален генен трансфер е възможен между бактерии и еукариоти, като например дрожди (Saccharomyces cerevisiae) и бобовия бръмбар Callosobruchus chinensis. Вирусите също могат да участват в преноса на ДНК между организмите, дори на най-високо таксономично ниво (надцарство). Имало е пренос на гени и между прародителите на еукариотните клетки и прокариотите, при придобиването на хлоропластите и на митохондрия.

## Последствия от еволюцията
Еволюцията оказва влияние на всеки аспект от формата и поведението на организмите. Най-изразени са специфичните поведенчески и физични адаптации, плод на естествения отбор. Тези адаптации увеличават приспособимостта, като подобряват дейности като намиране на храна, избягване на хищниците или привличане на брачен партньор. Организмите могат да претърпят промени в посока сътрудничество един с друг, обикновено при оказване на помощ на роднини или при влизане във взаимноизгодна връзка (симбиоза). В дългосрочен период, еволюцията води до образуване на нови видове чрез разделяне на първичните популации от организми на нови групи, които вече не са в състояние да се кръстосват помежду си.
Последствията от еволюцията понякога биват разделяни на макроеволюция, или еволюция, която настъпва на или над ниво „вид“ (видообразуване), и микроеволюция, която е процес в рамките на един вид или една популация и е свързана с по-малки еволюционни промени, като например адаптации. По принцип макроеволюцията е резултат от дългосрочна микроеволюция. Ето защо разликата между микро- и макроеволюция не е фундаментална – разликата е само във времето на протичане на процеса. При макроеволюцията обаче са важни признаците на целия вид. Ако например изменчивостта между индивидите е голяма, това позволява на вида бързо да се адаптира към условията на нови местообитания, с която се намалява вероятността видът да измре. В същото време, една обширна географска област увеличава шансовете за видообразуване, поради увеличената вероятност част от популацията да бъде изолирана. В това отношение, микроеволюцията може понякога да бъде разглеждана отделно от макроеволюцията.
Разбирането, че еволюцията е „прогресивен“ процес е често срещано, но е погрешно. Естественият отбор не преследва дългосрочна цел и не води задължително до по-голяма комплексност. Въпреки развитието на сложни видове, това представлява страничен ефект спрямо увеличаващия се общ брой организми, в който просто устроените организми остават най-често срещаните. Така например, огромното мнозинство от видове е представено от микроскопични прокариоти, които въпреки малкия си размер представляват около половината от общата биомаса в световен мащаб и съставляват по-голямата част от биоразнообразието на Земята. Просто устроените организми остават преобладащата форма на живот на Земята, а комплексните форми изглеждат по-разнообразни само защото са по-лесни за наблюдение и се наблюдават по-често, което обаче не ги прави по-представителни като статистическа извадка.

### Адаптация
Адаптациите представляват структури или поведения, които подобряват дадена функция, с които организмът става по-добър в оцеляването и възпроизвеждането. Те са резултат на комбинация от малки, случайни промени в признаците, последвани от естествен отбор на вариантите, които са най-приспособени към околната среда. Този процес може да доведе или до образуване на нов признак, или до загуба на древен признак. Пример, който показва и двата вида промени, е адаптацията на бактериите към антибиотичния отбор, вследствие на мутациите, които водят до антибиотична резистентност, или с промяна на целта на лекарството, или поради ускоряване дейността на транспортните протеини, които извличат лекарството от клетката. Много признаци, които изглеждат като прости адаптации, всъщност представляват преадаптации. Това са структури, първоначално адаптирани за една функция, но които по стечение на обстоятелствата са станали полезни в някаква степен за други функции в процеса. Пример за преадаптация е африканският гущер Holapsis guentheri. Той е развил изключително плоска глава, сякаш за да се крие по-добре в цепнатините на скалите, ако се съди по другите гущери. При този вид обаче главата е станала толкова плоска, защото помага на гущера при прелитането от дърво на дърво.
Понеже адаптацията се осъществява чрез постепенно изменение на съществуващи структури, то структури с подобна вътрешна организация в сродни организми могат да изпълняват различни функции. Това е резултат от една-единствена архаична структура, приспособила се по различен начин към дадени функции. Костите в крилата на прилеп, например са структурно подобни на тези в човешките ръце и в перките на тюлена, поради общия произход на тези структури от предшественик, който е имал по пет пръста на края на всеки преден крайник. Други характерни анатомични признаци, като сезамоидната кост в китката на пандата, която се е трансформирала в неистински „палец“, показва, че еволюционното разклонение на един организъм може да ограничи възможностите на адаптацията.
В процеса на адаптация някои структури може да загубят първоначалната си функция и да станат рудиментарни структури. Те могат да нямат особено и дори никакво предназначение в съвременните видове, но да са имали ясна функция в древните видове или при други близки видове. За пример може да се даде наличието на нефункциониращи остатъци от очи при слепите пещерни риби, на крила при нелетящи птици или на бедрени кости при китовете и змиите. Примери за рудиментарни структури при човека включват мъдреците, опашната кост и сляпото черво.
Понастоящем текат усилени научни изследвания в областта на еволюцията на развитието като основа за развитие на адаптациите и преадаптациите. Те се концентрират върху произхода и еволюцията на ембрионалното развитие и върху това как измененията в развитието и процесите на развитие водят до образуване на нови признаци. Резултатите от тези изследвания показват, че еволюцията е в състояние да измени посоката на развитие и да доведе до образуване на нови структури, например ембрионалните костни структури, които при други животни се развиват в част от челюстта, при бозайниците образуват част от средното ухо. Възможно е също така структури, които са били загубени в процеса на еволюцията, да се появят отново поради промени в гените, контролиращи развитието. Пример в това отношение са мутациите при домашната кокошка, които водят до порастване на зъби при ембрионите също както при крокодилите.

### Паралелна еволюция
Взаимодействията между организмите могат да доведат или до конфликти, или до сътрудничество. Когато взаимодействията са между два вида, като например между патоген и гостоприемник, или хищник и плячка, тези видове могат да развиват съгласувани групи от приспособления (адаптации). Става въпрос за това, че еволюцията на един вид води до еволюция на друг вид. Промените във втория вид оказват на свой ред промени в първия вид. Цикълът от влияние (чрез отбор) и отговор на влиянието се нарича паралелна еволюция. Пример за паралелна еволюция е производството на тетродотоксин в тритона Taricha granulosa и еволюционното развитие на резистентност срещу тетродотоксина в хищника му, ивичестия смок (Thamnophis sirtalis). В тази двойка хищник-жертва се наблюдава „еволюционна надпревара във въоръжаването“, която води до високи нива на токсин в тритона и съответно високи нива на резистентност в змията.

### Сътрудничество
Не всички взаимоотношения между организмите са свързани с конфликти. В много случаи възникват полезни взаимоотношения. Съществува например изключително силно сътрудничество между растенията и микоризните гъби, които растат в корените им и помагат на растенията в абсорбирането на хранителни вещества от почвата. Микоризните гъби разменят хранителни вещества с гостоприемниците си, като същевременно изпращат сигнали, с което потискат имунната система на растенията.
Възникнали са и съюзи между индивиди от един и същи вид. Един краен случай на еузосоциалност са насекомите, живеещи в общества, като пчелите, термитите и мравките. При тях стерилни насекоми хранят и защитават малък брой индивиди от колонията, способни да се размножават. На по-ниско ниво, в рамките на един организъм, соматичните клетки, образуващи тялото на едно животно, са ограничени в способностите си за размножаване, за да се поддържа организма в стабилно състояние, като същевременно поддържат малък брой зародишни клетки, способни да дават поколение. В случая, соматичните клетки отговарят на специални сигнали, които им дават инструкции или да растат, или да се самоунищожават. Ако клетките пренебрегнат тези сигнали и се опитат да се размножават по неподходящ начин, неконтролираният им растеж причинява образуването на рак.
Смята се, че примерите за сътрудничество между видовете са се развили чрез процеса на роднински отбор, при който един индивид действа в подкрепа на поколението на неговите роднини. Тази дейност е избрана, защото ако помагащият индивид притежава алели, които насърчават спомагателната дейност, съществува вероятност неговият роднина също да съдържа тези алели, като по този начин тези алели ще бъдат предадени успешно в следващо поколение. Друг процес, който е в състояние да насърчи сътрудничеството, включва груповия отбор, където сътрудничеството дава предимства на група организми.

### Видообразуване
Видообразуването е процес, при който един вид се разделя на два или повече нови вида. Наблюдаван е многократно както в лабораторни условия, така в природата. При организмите, размножаващи се полово, видообразуването е резултат на репродуктивна изолация, последвана от генеалогична дивергенция (отдалечаване от изходната популация). Има четири типа видообразуване. Най-често срещания при животните е алопатричното видообразуване. То се случва при популации, изолирани географски, вследствие на раздробяване на местообитанията или мигриране. Поради това, че естественият отбор и генетичният дрейф в изолираните популации следват свой собствен ход, разделянето неминуемо води до възпроизвеждане на индивиди в едно от следващите поколения, които не са в състояние да се чифтосват с индивиди от изходната популация.

#### Прегради пред размножаването
Репродуктивните бариери, които възпрепятстват размножаването, могат да се класифицират на дозиготни (преди оплождането) и постзиготни (след оплождането).

##### Препятствия преди оплождане
Това са препятствия, които не позволяват формирането на брачни двойки или оплождането на яйцеклетката, в случай че индивиди от два различни биологични вида опитат да се чифтосат.
Примери:
- Времева изолация – случва се, когато индивидите по различно време са в размножителен период. Популациите на западния петнист скункс (Spilogale gracilis) обитават част от ареала си съвместно с източния петнист скункс (Spilogale putorius), но остават два отделни вида, защото размножителният период на западния скункс е през лятото, а на източния – късно през зимата.[40]
- Поведенческа изолация – сигналите, които се излъчват в търсене на брачен партньор, може да са достатъчно различни, за да охладят всяко желание за размножаване. Ритмичното проблясване при светулката е различно при всеки отделен вид и служи като дозиготна бариера.[106]
- Механична изолация – Анатомични разлики в репродуктивните органи могат да са препятствие при размножаването. Това е особено вярно за цветните растения, които са развили специални органи, приспособени за точно определен опрашител. Прилепите, хранещи се с нектар, търсят храната си с помощта на ехолокационната си система. Съответно растенията, които зависят от тези прилепи като опрашители, са развили акустично лесно откриваеми цветове.[107]
- Гаметна изолация – Гаметите на два различни вида са химично несъвместими, като по този начин се възпрепятства оплождането. Разпознаването на гаметата може да става благодарение на специални молекули по повърхността на яйцеклетката, които се прихващат само за специални допълващи ги молекули от повърхността на сперматозоидите.[40]
- Географска изолация или изолация поради разлики в местообитанията – Географска изолация – когато два вида са разделени от голяма физическа бариера, като планина, воден басейн, или конструкции, дело на човека. Подобни бариери нарушават обмена на гени между изолираните групи. Ясен пример в това отношение е дивергенцията на растителните видове от двете страни на Великата китайска стена.[108] Изолация поради разлики в местообитанията – Два вида предпочитат различни местообитания, и въпреки че обитават един и същ ареал, на практика не се срещат. Така например плодовите мухи от род Rhagoletis първоначално са били свързани с обикновения глог. Преди около 300 години в ареали на тези мухи бива изкуствено въведено ябълковото дърво. В наши дни, някои плодови мухи живеят и се хранят по ябълковите дървета, вместо по глоговете. Научните изследвания показват, че мухите имат строго изразени генетични предпочитания по отношение на вида растение (глог или ябълка), като чифтосването се извършва само на дървото-гостоприемник. Въпреки че двата вида се срещат в един и същ ареал, степента на екологична изолация е била достатъчна, за да настъпи генетична дивергенция.[40]

##### Препятствия след оплождане
Постзиготните бариери се проявяват след оплождането. Обикновено се изразяват в образуването на хибридна зигота, която или не е жизнена, или е стерилна. Това се дължи на несъвместимите хромозоми в зиготата.
Примери:
- Намалена жизненост на хибридното поколение – След образуването на зиготата, тя не може да се развие и умира.[109]
- Намалена хибридна фертилност – Дори и ако чифтосването е успешно и поколението е жизнено, то може да не е фертилно. Кръстоските на видовете коне с видовете от род Equus са придимно стерилни. Така например чифтосването на зебра и кон или зебра и магаре дава стерилни зеброни и зебрарета. В много редки случаи женско муле се получава фертилно.[110]
- Хибридно отслабване – Някои хибриди в продължение на няколко поколения са фертилни, но жизнеността намалява от поколение на поколение.[111]

### Измиране
Измирането представлява изчезване на цели видове. Това не е необичайно явление. Видовете се появяват редовно вследствие на видообразуването, и изчезват поради измиране. На практика, всички растителни и животински видове, които днес не се срещат, но някога са обитавали Земята, са изчезнали. Измирането на видове става постепенно в продължение на историята на живота, но темпът на измиране понякога бележи резки пикове, и тогава става въпрос за масови измирания. Най-известно е масовото измиране креда – терциер, по време на което изчезват динозаврите. Масовото измиране перм – триас е по-малко известно, но е още по-мащабно – при него изчезват над 96% от видовете. Холоценското масово измиране е свързано с разселването на човешката популация по цялата планета и се наблюдава и в наши дни. Съвременният темп на измиране е между 100 и 1000 пъти по-голям от нормалния темп на измиране, при което до 30% от съществуващите видове могат да изчезнат до средата на XXI век. Човешката дейност е понастоящем основната причина за случващото се масово измиране, а глобалното затопляне е в състояние да ускори допълнително темпа на измиране.
Ролята на измирането за еволюцията зависи от неговия тип. Причините за непрекъснатото измиране с нисък темп, което засяга по-голямата част от видовете, не са добре изяснени. Вероятно се дължат на конкуренцията между видовете за общи ресурси. Промеждутъчните масови измирания са също важни, но вместо да упражняват селективно действие, те водят до драстично намаление на биоразнообразието по неопределен начин, като предизвикват еволюционен бум, ускорявайки видообразуването при оцелелите видове.

## Еволюционна история на живота

### Произход на живота
Произходът на живота е предпоставка за биологичната еволюция. Разбирането, че еволюцията е протекла веднъж след като организмите са се появили и изследванията как точно е протекла, не зависи от разбирането как точно животът е започнал. Научният консенсус в наши дни отразява позицията, че комплексните биохимични съединения и реакции, в които се изразява животът, са започнали с прости химически реакции, но как точно това е станало, остава неясно. Малко се знае и за ранното развитие на живота, устройството на първите живи същества, или същността и природата на първия универсален общ прародител или архаичен генофонд. Поради това няма научен консенсус относно начина, по който е възникнал животът. Хипотезите включват авторепликиращи се молекули РНК и агрегиране на прости клетки в по-сложни комплекси.

### Общ произход
Всички организми, обитаващи Земята, имат общ прародител или произхождат от една древна генна банка. Видовете в съвременния им облик представляват етап в процеса на еволюцията. Разнообразието им е продукт на дълга поредица от събития като видообразуване и измиране. Общият произход на всичките организми се извежда по четири прости факта за организмите: Първо, те имат географско разпространение, което не може да се обясни с адаптацията към локалните условия. Второ, разнообразието в представителите на живия свят не е съвкупност от напълно уникални организми, а от организми, които си приличат по ред морфологични признаци. Трето, рудиментарни (закърнели) признаци продължават да съществуват, въпреки че повече не изпълняват определена функция, за сметка на това отразяват древни функционални признаци. Четвърто, благодарение на общите си признаци, организмите могат да бъдат класифицирани в йерархично подредени групи.
Видове, съществували в миналото, също са оставили данни за еволюционната си история. Вкаменелостите, заедно със сравнителната анатомия на съвременните организми, представляват необходимите морфологични или анатомични данни. Сравнявайки анатомията на съвременните с тази на изчезналите видове, палеонтолозите могат да правят заключения за еволюционните им разклонения.
В последно време и изследвания върху биохимичното сходство между организмите дават данни за общ произход. Така например всички живи клетки използват едни и същи нуклеинови киселини и аминокиселини. С развитието на молекулярната генетика става възможно да се открие запис на еволюцията в геномите на организмите. Чрез метода на молекулярния часовник може да се прецени въз основа на мутациите кога два вида са се обособили от един общ прародител. По този начин, при сравнение на ДНК последователностите се открива близко генетично сходство между човека и шимпанзето и се хвърля светлина за времето, когато е живял общият им прародител.

### Еволюция на живота
Въпреки неустановения произход на живота, ясно е, че първите организми, обитавали Земята още преди 3 – 4 милиарда години, са прокариотите. Те не претърпяват никакви явни промени в морфологията или клетъчната организация до наши дни.
Еукариотите са следващото голямо еволюционно нововъведение. Произхождат от древни бактерии, погълнати от предшествениците на еукариотните клетки, под формата на ендосимбиотичен съюз. Погълнатата бактерия и клетката-гостоприемник претърпяват съвместна еволюция, като бактерията се развива или в митохондрия, или в хиндрогенозома. Независимо второ поглъщане на организъм от вида на цианобактериите води до образуването на хлоропласти във водораслите и растенията.
Допреди 1 милиард години историята на живота е тази на едноклетъчните еукариоти, прокариоти и архайски микроорганизми. След това се появяват първите многоклетъчни организми в океаните по време на период Едиакарий. Еволюцията на многоклетъчните протича в няколко независими събития, от която произлизат различни организми като гъби, кафяви водорасли, цианобактерии, Mycetozoa и миксобактериите.
Скоро след появата на първите многоклетъчни организми възниква значително биологично разнообразие в рамките само на 10 милиона години, известно като Камбрийски разцвет. По това време възникват по-голямата част от типовете съвременни животни, както и единични еволюционни разклонения, които впоследствие измират. Предлагат се различни обяснения на причинителя, довел до камбрийския разцвет, като например акумулирането на кислород в атмосферата вследствие на фотосинтезата. Растенията и гъбите колонизират сушата преди около 500 милиона години, последвани от членестоногите и другите животни. Земноводните се появяват преди около 300 милиона години, следвани от първите представители на амниота, след това възникват бозайниците преди около 200 милиона години и птиците преди около 100 милиона години (и двата от влечугоподобни еволюционни разклонения). Въпреки еволюцията на тези едроразмерни животни, прокариотните микроорганизми, подобни на тези, възникнали в началото, продължават успешно своето съществуване и доминират живота на Земята, представлявайки по-значителната му част и като биомаса, и като брой видове.

## История на еволюционната мисъл
Идеите, свързани с еволюцията, като например общия произход и трансмутацията на видовете съществуват поне от VI век пр.н.е., в тълкуванията на гръцкия философ Анаксимандър И други са изразявали подобни идеи, сред които гръцкият философ Емпедокъл, римският философ и поет Лукреций, арабският биолог Ал-Джахиц, персийският философ Ибн Мискавейх, представителите на средновековното ислямско философско сдружение „Братя на чистотата“,, както и китайският философ Цуанг Ци. С увеличаване на познанията по биология през XVII век, еволюционните идеи са били развити от неколцина философи, сред които Пиер Мопертюи (1745) и Еразмус Дарвин (1796). Идеите на биолога Жан-Батист Ламарк за трансмутацията на видовете оказват голямо влияние. Чарлз Дарвин формулира идеята си за естествения отбор през 1838 г. и работи по свързаната с нея теория до 1858 г., когато Алфред Ръсел Уолъс му изпраща за прочит собствената си теория, подобна на тази на Дарвин. Двете теории биват представени пред Лондонското Линейско общество в два отделни доклада. В края на 1859 г. Дарвин публикува Произход на видовете, където обяснява естествения отбор и дава доказателства в подкрепа на увеличаващото се приемане на еволюцията като явление.
Дебатите около механизмите на еволюцията продължават. Дарвин не е можел да обясни източника на унаследяемите вариации, върху които естественият отбор би упражнил своето влияние. Подобно на Ламарк, той е смятал, че родителите предават на своето поколение адаптациите, които са придобили по време на живота си, – теория, която впоследствие става известна под името ламаркизъм. През 1880 г. обаче експериментите на Аугуст Вайсман показват, че промените от употреба или неупотреба не се наследяват, поради което в научните среди ламаркизмът постепенно изпада в немилост. Още по-важен е и фактът, че Дарвин не е можел да обясни как признаците се предават от поколение на поколение. През 1865 г. Грегор Мендел открива, че признаците се унаследяват по предвидим начин. Когато през 1900 г. трудът на Мендел бива преоткрит, разликите в мненията относно скоростта на еволюцията, предсказана от първите генетици и тези на биометриците води до разрив между менделовия и дарвиновия модел на еволюцията.
Противоречието бива изгладено през 1930 г. от биолози като Роналд Фишер. В резултат на тяхната работа, еволюцията чрез естествения отбор бива съчетана с менделовата унаследяемост и дава началото на съвременната теория за еволюцията. Идентифицирането през 1940 г. на ДНК като генетичен материал от Осуалд Ейвъри и неговите колеги и последващото публикуване през 1953 г. на структурата на ДНК от Джеймс Уотсън и Франсис Крик демонстрират физичната основа на наследствеността. Оттогава насам генетиката и молекулярната биология стават основни дялове от еволюционната биология и довеждат до революция в областта на филогенетиката.
В първите десетилетия от своето развитие, еволюционната биология привлича учени основно от традиционно таксономично ориентираните дисциплини, чиито специализирани знания за определени организми повдигат общи еволюционни въпроси. Когато еволюционната биология се издига до нивото на академична дисциплина, особено след развитието на съвременната теория за еволюцията, учените от биологичните науки стават мнозинство. В наши дни, с изследвания в областта на еволюционната биология се занимават учени от широк спектър от научни области, като биохимия, екология, генетика и физиология, а еволюционните понятия се използват и в по-отдалечени научни области като психология, медицина, философия и информатика.

## Социални и културни аспекти на еволюцията
През XIX век, и по-специално преди публикуването на „Произход на видовете“, идеята, че животът е еволюирал, е била повод за академични дебати над философските, социалните и религиозните измерения на еволюцията. В съвременния чисто научен аспект такъв спор не съществува – предположението, че еволюцията в биологията се осъществява чрез механизма на естествения отбор е възприета за стандарт в научната литература. Еволюцията все още е предмет на спорове в някои кръгове извън научната общност.
Въпреки че множество религии и религиозни деноминации са съгласували изповядваната от тях вяра с еволюцията посредством различни идеи за теистична еволюция, много креационисти вярват, че еволюцията противоречи на митовете за сътворението, присъщи на техните религии. Самият Дарвин още навремето разбира, че най-спорният аспект на еволюционната мисъл е приложението ѝ при произхода на човека. В някои страни, на първо място САЩ, напрежението между научни и религиозни учения подхранва текущия спор „Сътворение или еволюция?“, в същността си религиозен конфликт, изразен в политиката и общественото образование. Въпреки че други научни области, като космологията и науките за Земята, също противоречат на буквални интерпретации на редица религиозни текстове, много религиозни представители се противопоставят твърдо на еволюционната биология.
Еволюцията е била използвана в подкрепа на философските позиции за поощряване на дискриминацията и расизма. Евгенистичните идеи на Френсис Галтън са развити в подкрепа на твърдението, че човешкият генофонд би трябвало да бъде подобрен чрез политика на генна селекция, със стимулиране за размножаване на тези индивиди, които са от „доброкачествен материал“. За останалите от „недоброкачествен материал“ се предвиждат мерки като принудителна стерилизация, пренатална диагностика, контрол на раждаемостта и дори убиване. Друг пример за разширено тълкуване на еволюционната теория, което днес широко се смята за неоправдано, е социалният Дарвинизъм. С този термин се нарича формулираната през XVIII век малтусианска теория на вигите. Тя е развита от Хърбърт Спенсър въз основа на идеите на Томас Малтус за „оцеляване на най-приспособения“ в икономически условия и в човешкото общество като цяло. Теорията е подложена на критики за това, че оправдава социалната несправедливост, расизма и империализма. В наши дни обаче учените и философите смятат, че тези идеи нито са били обусловени от еволюционната теория, нито са подкрепени с данни. 

## Приложения
Едно от основните приложения на еволюцията е изкуственият отбор, или целенасоченото селектиране на определени признаци в популация от организми. Хората са използвали изкуствената селекция в течение на хилядолетия при опитомяването на растения и животни. В последно време изкуствената селекция става основна част от генното инженерство, със селектируеми маркери като гени, резистентни на антибиотици, използвани за промяна на ДНК в молекулярната биология.
Понеже еволюцията е в състояние да даде начало на високо оптимизирани процеси и системи, тя намира множество приложения в информатиката. В това отношение, симулирането на еволюцията с използването на еволюционни алгоритми и изкуствен живот започва с разработките на Нилс Аал Баричели през 1960 г. и бива разширено от Алекс Фрейзър, който публикува редица статии върху симулирането на изкуствен отбор. Изкуствената еволюция става широко признат оптимизационен метод, резултат от работата на Инго Рехенберг през 60-те и 70-те години на XX век, който прилага еволюционни стратегии с цел разрешаване на сложни инженерни задачи. Генетичните алгоритми стават популярни след публикациите на Джон Холанд. С нарастването на научния интерес, увеличението на мощта на компютрите дава възможност за практическо приложение, включващо автоматична еволюция на компютърни програми. Еволюционните алгоритми биват използвани за решаване на мултидименсионални проблеми (по-ефикасно отколкото софтуера, създаден от програмисти), както и за оптимизиране дизайна на системи.